# Zwart eierboompje
Het zwart eierboompje (Phragmocephala atra, synoniem:  Endophragmia atra) is een schimmel behorend tot zakjeszwammen. Hij leeft saprotroof op kruidachtige plantendelen.

## Kenmerken
De soort bestaat uit zwarte synnemata met een afmeting 400 x 25-40 µm. Ze staan in groepen en het oppervlak bestaat uit kleine donkerbruine tot zwarte haartjes.
De conidiosporen zijn donkerbruin, 4-4,5 µm dik, vergroot aan de toppen ongeveer 10-15 µm. De conidia zijn 4-septaat, bruin tot zwartbruin, celuiteinden bleker of hyaliene, in het midden gescheiden door een zwarte septumband en meten 28-43 x 15-23 µm.

## Verspreiding
Het zwart eierboompje komt voor in Europa en Nieuw-Zeeland . In Nederland komt het uiterst zeldzaam voor.